# John Getz
John Getz (Davenport, 15 ottobre 1946) è un attore statunitense.

## Biografia
John Getz è nato a Davenport in Iowa, uno di quattro fratelli, ed è cresciuto nella valle del Mississippi . Ha cominciato ad appassionarsi alla recitazione mentre frequentava l'Università dell'Iowa, dove ha contribuito a fondare il Center for New Performing Arts. È sposato con la sceneggiatrice Grace McKeaney, con la quale ha avuto una figlia di nome Hannah.
Getz abbandonò la scuola superiore per frequentare l'American Conservatory Theater di San Francisco.

### Carriera
La carriera di John Getz inizia nel 1974, anno in cui ha il suo debutto televisivo recitando in un piccolo ruolo nel film televisivo horror Killer Bees, con la star del cinema muto Gloria Swanson, Craig Stevens, Kate Jackson e Edward Albert. Dopo ciò si trasferisce a New York, diviene attivo nel teatro locale e ottiene la parte di Neil Johnson nella soap opera Destini.
Nel 1975 appare per la prima volta in un film cinematografico, The Happy Hooker con Lynn Redgrave e Jean-Pierre Aumont. Da quel momento in poi inizia a recitare in numerose serie televisive tra cui Professione medico, dove interpreta per nove episodi il Dr. Daniel Gentry. Nel 1984 ottiene uno dei suoi primi ruoli importanti, quello di Ray, l'amante del personaggio interpretato da Frances McDormand, nel film diretto dai fratelli Coen Blood Simple - Sangue facile.
Nel 1985 è co-protagonista insieme a Kathryn Harrold nella serie televisiva poliziesca MacGruder and Loud. C'erano grandi speranze per questa serie ed infatti l'episodio pilota era stato trasmesso nella fascia oraria post-Super Bowl, ottenendo in questo modo ottimi ascolti. Tuttavia l'ABC l'ha spostata ripetutamente, relegandola infine alle dieci di notte del lunedì. A causa di questo la serie fu cancellata dopo solo dodici episodi.
Nel 1986 ottiene un ruolo per cui è molto conosciuto: quello del barbuto Stathis Borans, il redattore di una rivista scientifica del film La mosca, in cui recita accanto a Jeff Goldblum e Geena Davis. Tornerà a recitare nello stesso ruolo nel 1989 in La mosca 2, sequel del primo film. Sempre nel 1989 recita nel film Nato il quattro luglio nel ruolo di un Maggiore del Corpo dei Marines. Nel 1990 appare nel film Il giallo del bidone giallo in cui recita accanto a Charlie Sheen e Emilio Estevez e l'anno successivo recita nei film Non dite a mamma che la babysitter è morta e La tenera canaglia.
Nel 2007 ha recitato nel film di David Fincher Zodiac. Sempre nello stesso anno è apparso nel film documentario di Bill Guttentag e Dan Sturman Nanking nel ruolo di George Ashmore Fitch, capo della locale YMCA e direttore amministrativo dell'International Committee for the Nanking Safety Zone.
Nel 2010 è apparso in un altro film di David Fincher, ossia in The Social Network, basato sul libro del 2009 Miliardari per caso - L'invenzione di Facebook: una storia di soldi, sesso, genio e tradimento, che parla di come è nato Facebook. Ha poi recitato nel film thriller Elevator, diretto da Stig Svendsen, in cui interpreta un impiegato di Wall Street intrappolato in un ascensore con un gruppo di sconosciuti, uno dei quali ha una bomba.
Oltre a quelle già citate John è apparso soprattutto come guest star in numerose serie televisive, tra cui vanno ricordate Tre cuori in affitto, Mariah, Murphy Brown, La signora in giallo, Maggie, JAG - Avvocati in divisa, CSI: Scena del crimine, CSI: Miami, Joan of Arcadia, Senza traccia, The King of Queens, Medium, Cold Case - Delitti irrisolti, West Wing - Tutti gli uomini del Presidente, Day Break, How I Met Your Mother, Grey's Anatomy, Prison Break, Criminal Minds e NCIS - Unità anticrimine.

## Filmografia parziale

### Cinema
- Blood Simple - Sangue facile (Blood Simple), regia di Joel Coen (1984)
- Ladro di donne (Thief of Hearts), regia di Douglas Day Stewart (1984)
- La mosca (The Fly), regia di David Cronenberg (1986)
- La mosca 2 (The Fly II), regia di Chris Walas (1989)
- Nato il quattro luglio, regia di Oliver Stone (1989)
- Il giallo del bidone giallo (Men at Work), regia di Emilio Estevez (1990)
- ...non dite a mamma che la babysitter è morta! (Don't Tell Mom the BabySitter's Dead), regia di Stephne Herek (1991)
- La tenera canaglia (Curly Sue), regia di John Hughes (1991)
- Un giorno senza messicani (A Day Without a Mexican), regia di Sergio Arau (2004)
- Zodiac, regia di David Fincher (2007)
- Superhero - Il più dotato fra i supereroi (Superhero Movie), regia di Craig Mazin (2008)
- The Social Network, regia di David Fincher (2010)
- Jobs, regia di Joshua Michael Stern (2013)
- L'ultima parola - La vera storia di Dalton Trumbo (Trumbo), regia di Jay Roach (2015)
- The Perfect Guy, regia di David M. Rosenthal (2015)
- Certain Women, regia di Kelly Reichardt (2016)
- Brampton's Own, regia di Michael Doneger (2018)
- Body at Brighton Rock, regia di Roxanne Benjamin (2019)
- The Dead Don't Hurt - I morti non soffrono (The Dead Don't Hurt), regia di Viggo Mortensen (2023)

### Televisione
- Professione medico (Rafferty) – serie TV, 10 episodi (1977)
- Wonder Woman – serie TV, episodio 2x08 (1977)
- Tre cuori in affitto - serie TV, stagione 4 episodio 21 (1980)
- Rivkin, cacciatore di taglie (Rivkin: Bounty Hunter), regia di Harry Harris – film TV (1981)
- Suzanne Pleshette Is Maggie Briggs – serie TV, 5 episodi (1984)
- MacGruder & Loud (MacGruder and Loud) – serie TV, 14 episodi (1985)
- Giustizia privata - Una madre sotto accusa (In My Daughter's Name), regia di Jud Taylor – film TV (1992)
- La signora in giallo (Murder, She Wrote) – serie TV, episodi 11x14-12x21 (1995-1996)
- Ned and Stacey – serie TV, 6 episodi (1995-1996)
- The Late Shift, regia di Betty Thomas – film TV (1996)
- Contro ogni regola (A Friend's Betrayal), regia di Christopher Leitch – film TV (1996)
- Maggie – serie TV, 20 episodi  (1998-1999)
- JAG - Avvocati in divisa (JAG) – serie TV, episodio 5x06 (1999)
- Zenon - La nuova avventura (Zenon, The Zequel), regia di Manny Coto – film TV (2000)
- CSI - Scena del crimine (CSI: Crime Scene Investigation) – serie TV, episodi 1x10-14x20 (2000, 2014)
- CSI: Miami – serie TV, episodio 1x15 (2003)
- La vita secondo Jim (According to Jim) – serie TV, episodio 2x26 (2003)
- Joan of Arcadia – serie TV, 6 episodi (2003)
- Senza traccia (Without a Trace) – serie TV, episodio 2x22 (2004)
- The King of Queens – serie TV, episodi 7x05-8x21-8x22 (2004, 2006)
- Medium – serie TV, episodio 2x05 (2005)
- Cold Case - Delitti irrisolti (Cold Case) – serie TV, episodio 3x17 (2006)
- West Wing - Tutti gli uomini del Presidente (The West Wing) – serie TV, episodi 7x18-7x22 (2006)
- Day Break – serie TV, 5 episodi (2006-2007)
- Shark - Giustizia a tutti i costi (Shark) – serie TV, episodio 1x19 (2007)
- Big Shots – serie TV, episodio 1x01 (2007)
- How I Met Your Mother – serie TV, episodio 3x20 (2008)
- Swingtown – serie TV, episodio 1x02 (2008)
- Mad Men – serie TV, episodio 2x05 (2008)
- Grey's Anatomy – serie TV, episodi 5x01-5x02 (2008)
- Eleventh Hour – serie TV, episodio 1x06 (2008)
- Prison Break – serie TV, episodio 4x16 (2008)
- Trust Me – serie TV, episodi 1x01-1x02 (2009)
- Criminal Minds – serie TV, episodio 4x16 (2009)
- Private Practice – serie TV, episodio 3x05 (2009)
- Ghost Whisperer - Presenze (Ghost Whisperer) – serie TV, episodio 5x13 (2010)
- NCIS - Unità anticrimine (NCIS) – serie TV, episodi 7x14-22x05 (2010-2024)
- Law & Order - Unità vittime speciali (Law & Order: Special Victim Unit) – serie TV, episodio 15x08 (2013)
- Bad Teacher – serie TV, episodio 1x01 (2014)
- Halt and Catch Fire – serie TV, episodio 1x05 (2014)
- Le regole del delitto perfetto (How to Get Away with Murder) – serie TV, episodio 1x05 (2014)
- Castle – serie TV, episodio 6x16 (2014)
- Homeland - Caccia alla spia (Homeland) – serie TV, 4 episodi (2014-2017)
- Criminal Minds: Beyond Borders – serie TV, episodio 1x06 (2016)
- NCIS: New Orleans – serie TV, episodio 2x21 (2016)
- Grace and Frankie – serie TV, episodi 2x09-2x10-3x07 (2016-2017)
- Aquarius – serie TV, 4 episodi (2016)
- Transparent – serie TV, 4 episodi (2016-2017)
- Timeless – serie TV, 9 episodi (2016-2018)
- Better Call Saul – serie TV, episodi 3x05-3x06 (2017)
- Bosch – serie TV, 13 episodi (2017-2018)
- Ghosted – serie TV, episodio 1x04 (2017)
- The 5th Quarter – serie TV, episodio 3x05 (2017)
- American Horror Story – serie TV, episodi 8x01-8x05 (2018)
- Dirty John – serie TV, 5 episodi (2018-2020)
- Doom Patrol – serie TV, 4 episodi (2020-2021)
- Daily Alaskan (Alaska Daily) – serie TV, episodio 1x06 (2022)
- The Last of Us – serie TV, episodi 1x04-1x05 (2023)
- A Man on the Inside - serie TV, 7 episodi (2024)

## Doppiatori italiani
Nelle versioni in italiano delle opere in cui ha recitato, John Getz è stato doppiato da:
- Gianni Giuliano in MacGruder & Loud, La signora in giallo (ep. 12x21), Homeland - Caccia alla spia, NCIS: Los Angeles, NCIS - Unità anticrimine (ep. 22x05)
- Dario Penne ne La tenera canaglia, Close to Home - Giustizia ad ogni costo, Private Practice
- Sergio Di Stefano in Blood Simple - Sangue facile, Trust Me
- Oliviero Dinelli ne La signora in giallo (ep. 11x14), A Man on the Inside
- Sandro Iovino in Zodiac, Criminal Minds
- Franco Zucca in The Social Network, American Horror Story
- Gerolamo Alchieri in Jobs, Castle
- Angelo Nicotra ne Il giallo del bidone giallo
- Renato Cortesi ne La mosca
- Marco Balbi in Attrazione Fatale
- Saverio Moriones ne La mosca 2
- Stefano Mondini in Nato il quattro luglio
- Carlo Cosolo in ...non dite a mamma che la babysitter è morta!
- Mino Caprio ne Le regole dell'omicidio
- Giorgio Locuratolo in CSI - Scena del crimine (ep. 1x10)
- Luigi La Monica in Cold Case - Delitti irrisolti
- Luca Biagini in Mad Men
- Paolo Lombardi in NCIS - Unità anticrimine (ep. 7x14)
- Stefano De Sando in Prison Break
- Claudio Ridolfo in How I Met Your Mother
- Antonio Sanna in Ghost Whisperer - Presenze
- Gianni Gaude in Scandal
- Massimo Lopez ne L'ultima parola - La vera storia di Dalton Trumbo
- Michele Kalamera in Un giorno senza messicani
- Saverio Indrio ne Le regole del delitto perfetto
- Eugenio Marinelli in Aquarius
- Stefano Alessandroni in NCIS: New Orleans
- Mario Scarabelli in Transparent
- Antonio Angrisano in Better Call Saul
- Silvio Anselmo in Bosch
- Ambrogio Colombo in Dirty John
- Luciano Roffi in Timeless
- Massimo Rinaldi in The Last of Us
- Teo Bellia in Blood Simple - Sangue facile (ridoppiaggio)